# Волконский, Михаил Фёдорович
Князь Михаи́л Фёдорович Волко́нский († 1629) — рында и стольник во времена правления Михаила Фёдоровича.
Рюрикович, из 2-й ветви княжеского рода Волконских. Второй сын воеводы и князя Фёдора Константиновича Волконского.

## Биография
Впервые упомянут в Боярской книге с пометой "болен" (1611). В чине стряпчего, подписал грамоту об избрании на царство Михаила Фёдоровича Романова (1613), подпись его 67-я.
На приёме английского посла значится в стольниках и стоял у государя в рындах с Иваном Ивановичем Пушкиным (16 марта 1615), на которого "бил челом" в местническом споре. Местничал с М.А. Вельяминовым (1615). Стоял в рындах: на приёме посланника персидского шаха Аббаса (07 апреля 1616), на приёме английского посла и Касимовского царя Арслана (14 апреля 1616), опять на приёме английского посла (20 и 39 апреля 1616). Участник московского осадного сидения (1618), за что пожалован вотчиной. Во вторник на Светлой неделе, был у государева стола (27 марта 1620). Значится окладчиком дворян и детей боярских в Тульской десятине (1622). Составлял с подьячим Василием Толмачёвым писцовые книги Переяславля-Залесского (1627-1628).
Князь Михаил Фёдорович скончался († 29 марта 1629).
От брака с неизвестной, единственный сын — князь Андрей Михайлович Волконский.

## Критика
В родословной росписи князей Волконских имеются два современника с одинаковыми именами и отчествами (по росписи Г.А. Власьева № 103 и 111), что представляет большое затруднение при приписывании относящихся к ним сведений и поэтому трудно поручиться, и в данном случае, что приписываемое одному, хотя частью, относится к другому.